# Haristhala, Chik Ballapur
Haristhala là một làng thuộc tehsil Chik Ballapur, huyện Kolar, bang Karnataka, Ấn Độ.